# 三木正之
三木 正之（みき まさゆき、1926年11月29日 - 2018年7月13日）は、日本のドイツ文学者・哲学者、神戸大学名誉教授。

## 略歴
大阪府生まれ。京都大学文学部独文科卒業。鹿児島大学講師、神戸大学教養部助教授、文学部教授、90年定年退官、名誉教授、関西外国語大学教授。
2008年、瑞宝中綬章受章。
2018年7月13日、胃がんのため、神戸市須磨区の病院で死去、91歳。叙正四位。

## 著書
- 『ロゴス的世界』南窓社 2004
- 『ロゴス的随想』南窓社 2006
- 『歴史のロゴス 文芸評論集』南窓社 2007
- 『ドイツ詩再考』南窓社 2010
- 『ゲーテ詩考』南窓社 2013

共編著
- 『文学の基礎理論 ドイツ文学の座標から』片山良展・八木浩共編著 ミネルヴァ書房 1974

### 翻訳
- 『ハイデッガー選集 第14 詩と言葉』理想社 1963
- 『ハイデッガー全集 第53巻(第2部門 講義 1919-44)ヘルダーリンの讚歌『イスター』』エルマー・ヴァインマイアー共訳 創文社 1987→各・東京大学出版会に移行
- 『ハイデッガー全集 第52巻(第2部門 講義 1919-44) ヘルダーリンの讚歌『回想』』ハインリッヒ・トレチアック共訳 創文社 1989
- 『ハイデッガー全集 第75巻(第3部門 未刊論文 講演-思い)ヘルダーリンに寄せて 付・ギリシア紀行』アルフレード・グッツオーニ共訳　創文社 2003
- カール・オットー・コンラーディ『ゲーテ 生活と作品』森良文・小松原千里・平野雅史共訳 南窓社 2012、上下組

## 参考
- [ISBN　978-4-8165-0380-1]